# Charles Herbert Woodbury

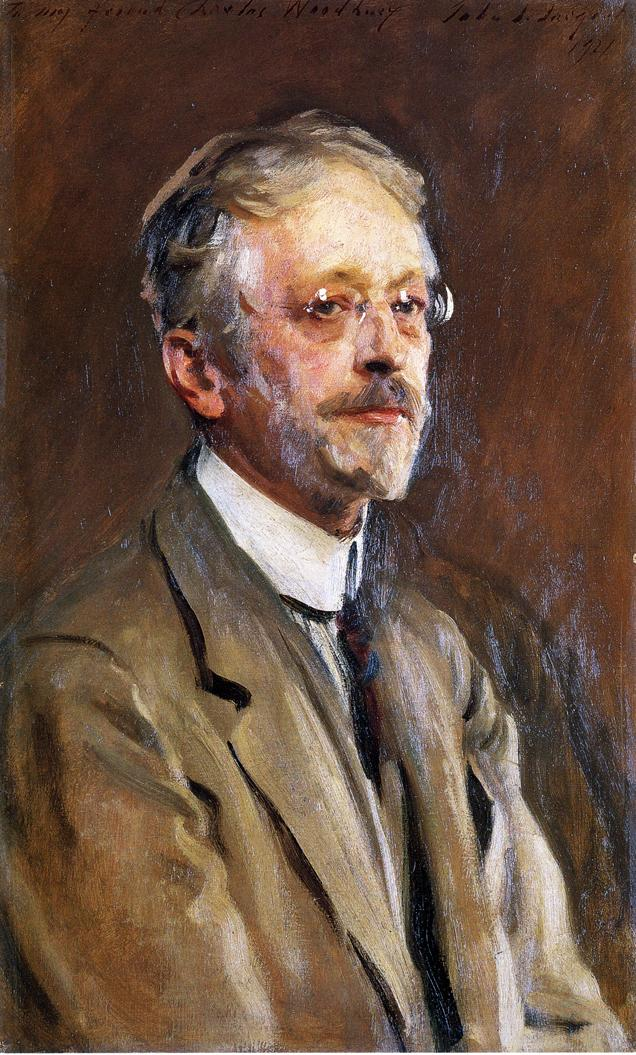
Charles Woodbury, door John Singer Sargent, 1921

Charles Herbert Woodbury (Lynn, 14 juli 1864 - Boston, 21 januari 1940) was een Amerikaans kunstschilder. Van 1890 tot 1895 werkte hij in Nederland, onder andere in Laren, samen met zijn vrouw Marcia Oakes Woodbury.

## Leven en werk
Woodbury studeerde werktuigbouwkunde, maar koos uiteindelijk voor het kunstschilderen. Hij volgde een avondcursus en wat privé-lessen en werkte vooral aan de kust van New England, waar hij al snel ook zelf les ging geven. In 1890 trouwde hij met kunstschilderes Marcia Oakes, waarna het koppel naar Europa reisde. Begin 1890 studeerden ze enkele maanden aan de Académie Julian, Woodbury's enige officiële opleiding. Ze bezochten diverse Europese landen, maar waren het meest onder de indruk van Nederland. Van medio 1890 tot 1895 werkten ze in Dordrecht, Volendam, Katwijk aan Zee en vooral Laren, te midden van schilders uit de Haagse- en Larense school. In 1903 en 1907 keerden ze vanuit Amerika nog tweemaal terug naar Nederland. In de Verenigde Staten verdeelden ze hun tijd meestal tussen hun woning in Boston en Ogunquit, in Maine, waar Woodbury zich ontwikkelde tot een gerenommeerd schilder van kust- en zeegezichten en een eigen school oprichtte. In zijn latere jaren, na de dood van zijn vrouw in 1913, schilderde hij in de winter regelmatig in het Caraïbische gebied, zeilend van eiland naar eiland. Zijn werken zijn realistisch, met invloeden van het impressionisme. Hij werd vooral geroemd om zijn gevoel voor compositie.
Woodbury was bevriend met vooraanstaande Amerikaanse kunstschilders als John Singer Sargent, Childe Hassam en Julian Alden Weir. In 1907 werd hij lid van de National Academy of Design. Hij overleed in 1940, 75 jaar oud. Zijn werk is onder andere te zien in het Museum of Fine Arts te Boston, het Metropolitan Museum of Art te New York en het Art Institute of Chicago.

## Hollandse werken

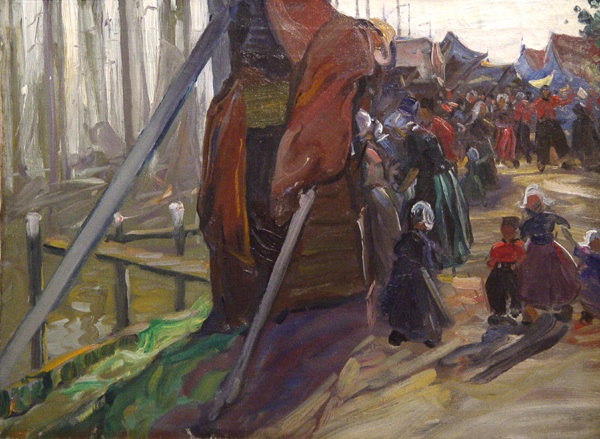
Dutch Fair, Volendam
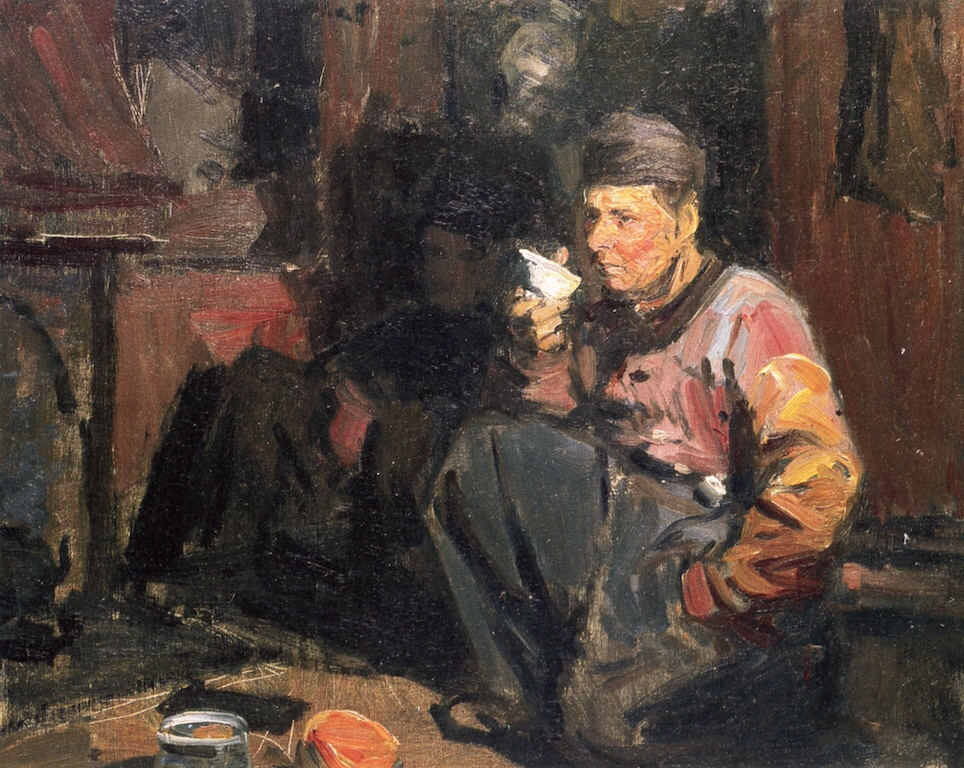
Dutch boy drinking
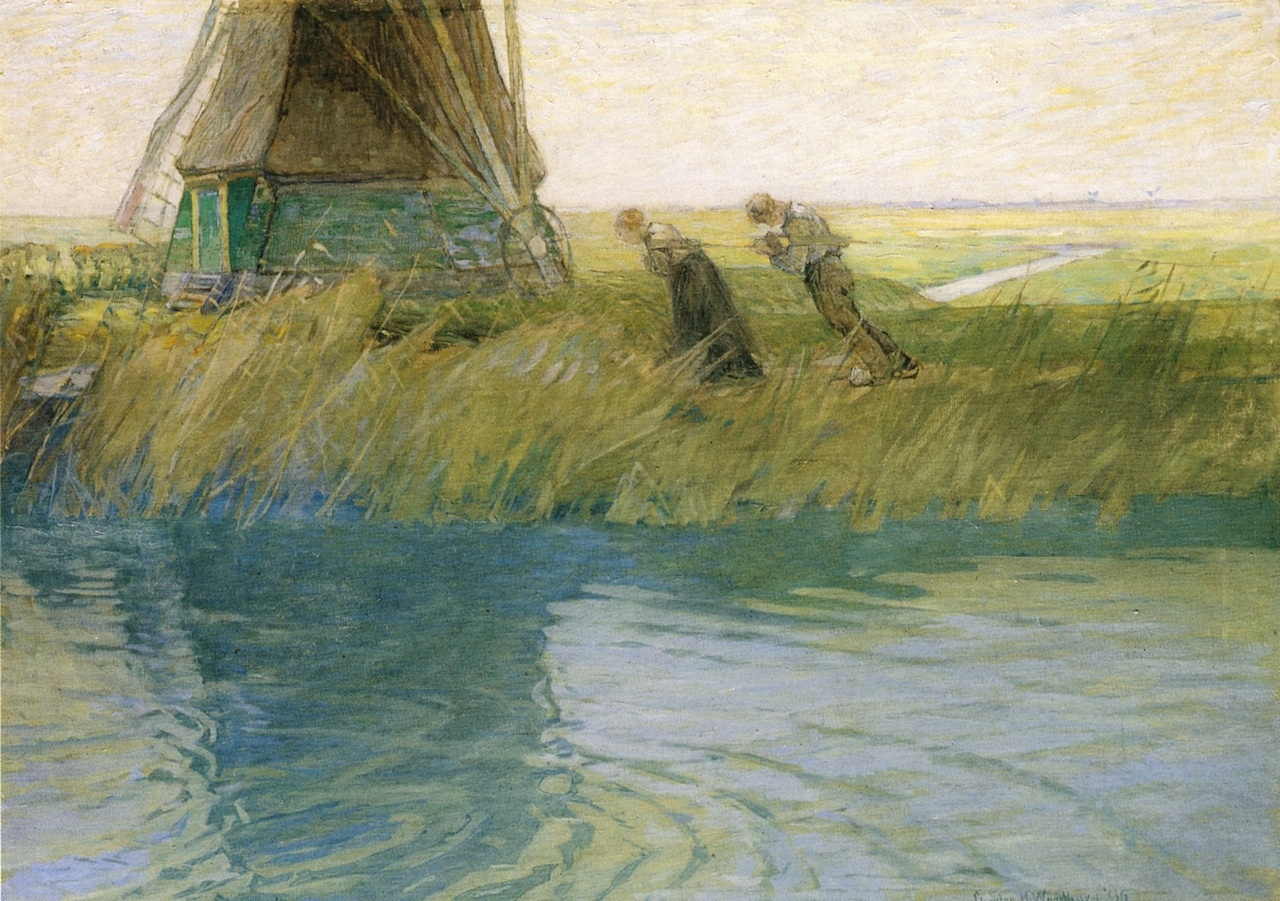
The Green Mill
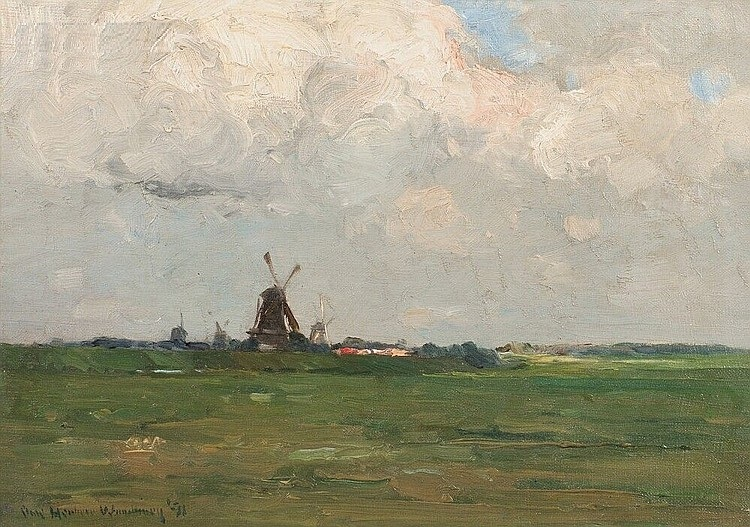
Dutch Landscape with Windmills in the Distance
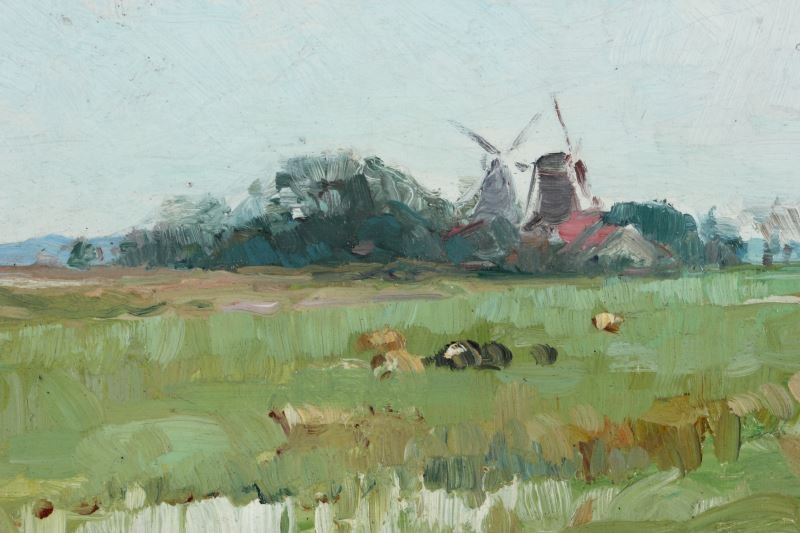
Dutch Windmills
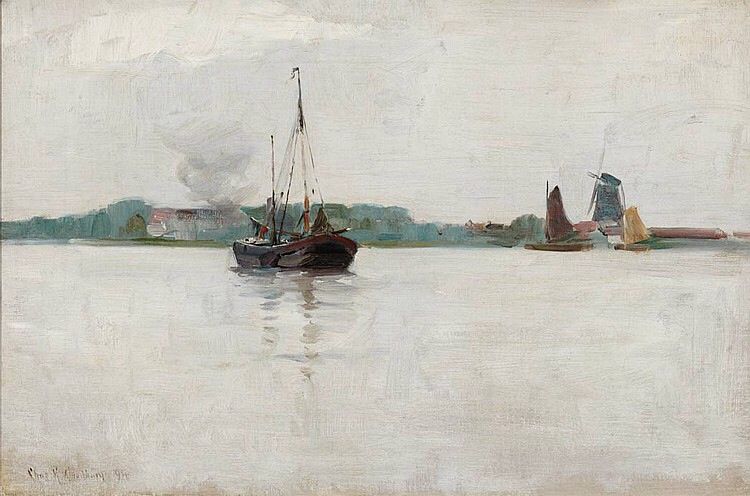
Boats of the Coast